# سیارک ۱۰۲۱۹
سیارک ۱۰۲۱۹ (به انگلیسی: 10219 Penco، نامگذاری:1997UJ5) ده هزار و دویست و نوزدهمین سیارک کشف شده‌است که در ۲۵ اکتبر ۱۹۹۷ کشف شد.
قدر مطلق سیارک برابر ۱۴٫۷۰ است.